# Parafia Najświętszej Maryi Panny Matki Kościoła w Rdzawce
Parafia Najświętszej Maryi Panny Matki Kościoła w Rdzawce – parafia należąca do dekanatu Rabka archidiecezji Krakowskiej. 
W 1492 r. dekretem kardynała Fryderyka Jagiellończyka utworzono nową parafię w Łętowni, w obrębie której znalazła się między innymi wieś Rdzawka.
W 1581 r. w dokumentach dekanatu w Dobrzycach istnieje potwierdzenie, że Rdzawka wraz z innymi wsiami należała do parafii pw. Św. Marii Magdaleny w Rabce.
W 1964 r. pracę duszpasterską zaczęli prowadzić tutaj księża marianie. W 1970 r. utworzyli oni własny dom zakonny. W 1982 r. erygowana została parafia. W 1990 r. wybudowano nowy kościół i klasztor, których poświęcenia dokonał ks. kard. Franciszek Macharski.
Obecnie proboszczem jest ks.  Michał Rymar MIC (Marianin).